# Hanns Georgi
Curt Johannes „Hanns“ Georgi (* 21. September 1901 in Dresden; † 23. Oktober 1989 in Malschendorf) war ein deutscher Maler, Grafiker und Buchillustrator.

Grabstätte Hanns Georgi

## Leben

Meixstrasse, Ölgemälde, 1971, Privatsammlung

Hanns Georgi wurde als jüngstes von fünf Kindern des Markthallenaufsehers August Friedrich Wilhelm Georgi und Anna Georgi, geborene Scharschmidt geboren. Ab 1907 besuchte er die Bürgerschule, wo er schon früh seine Aufsätze mit Bildern illustrierte. Von 1915 bis 1922 absolvierte Georgi eine Ausbildung zum Lehrer am Freiherrlich von Fletcherschen Lehrerseminar in Dresden-Neustadt. Während seiner Ausbildung begegnete er dem Maler Osmar Schindler, der ihn in der Freizeit in seinem Atelier arbeiten ließ und zu einem Kunststudium riet. Georgi beendete aber erst seine Ausbildung und arbeitete von 1922 bis 1926 als Lehrer in Hermsdorf.
1921 lernte Georgi seine spätere Frau, Elfriede Engel, kennen, die er 1929 heiratete. Mit ihr hatte er drei Kinder: Dieter (1932), Heinrich (1938) und Ulrich (1942). 1923 hatte Georgi seine erste größere Ausstellung in Sebnitz, wo er Gemälde, Aquarelle, Zeichnungen und Radierungen zeigte. Im Jahre 1926 nahm Georgi an der Internationalen Kunstausstellung in Dresden teil und wurde ein Jahr später Mitglied im Deutschen Künstlerbund, dem er bis zu dessen Auflösung 1936 angehörte.

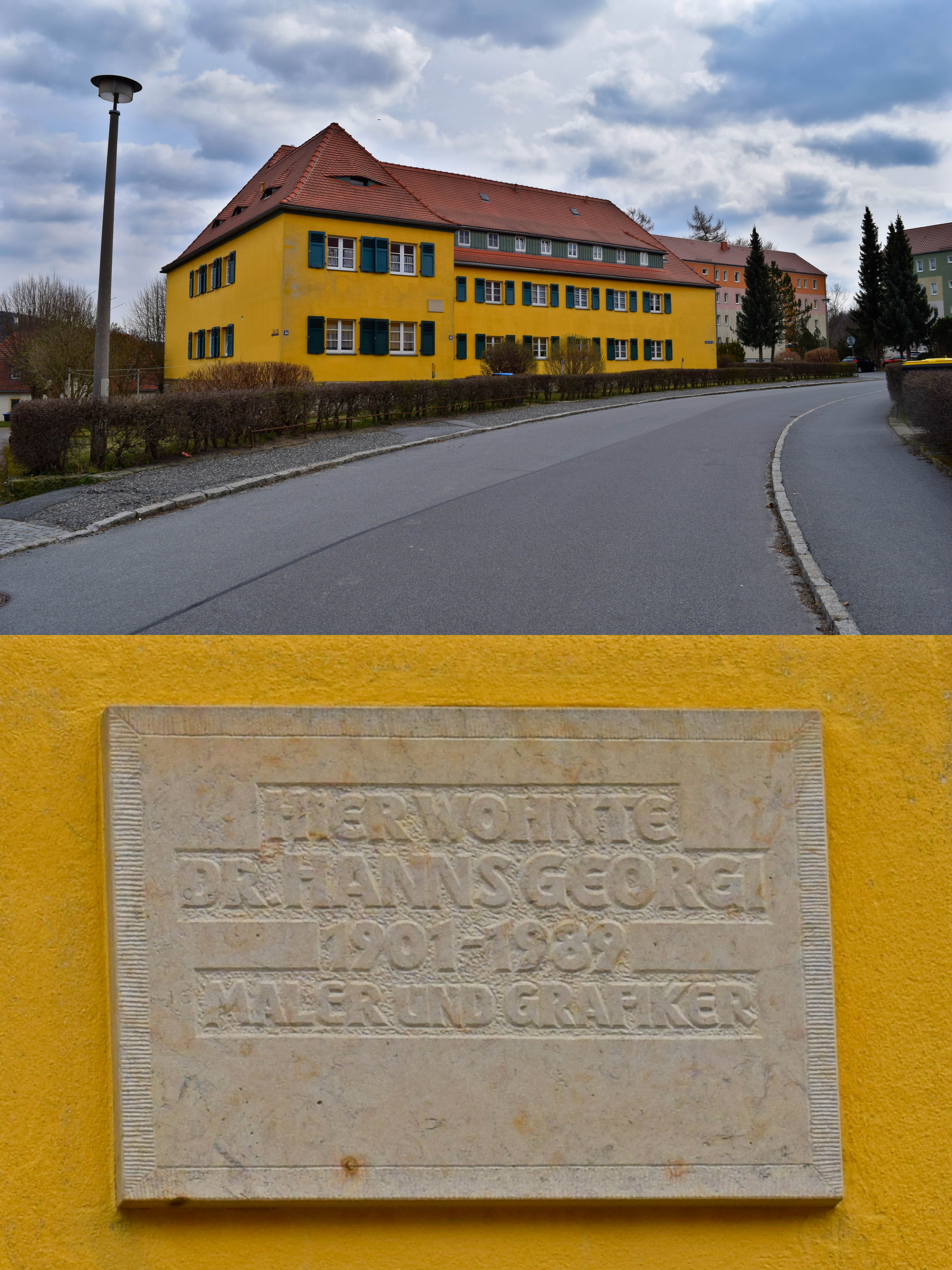
Hanns Georgi Wohnhaus in Sebnitz am Berg „Knöchel“

Von 1926 bis 1931 studierte Georgi an der Universität Leipzig Deutsch, Geschichte, Philosophie und Pädagogik. Ab 1928 wurde Sebnitz sein ständiger Wohnsitz. Das Adressbuch verzeichnete ihn 1940 als Lehrer in der Götzingerstraße 38. 1931 promoviert er zum Dr. phil. an der Philosophischen Fakultät der Universität Leipzig.
Von März 1931 bis zum Frühjahr 1933 war Georgi wissenschaftlicher Assistent am Pädagogischen Institut der Technischen Hochschule Dresden. Von 1933 bis 1939 arbeitete er als Lehrer in der Stadtschule in Sebnitz. Zum 1. Mai 1933 trat Georgi der NSDAP bei (Mitgliedsnummer 2.966.211), in der Hoffnung, wieder in der akademischen Lehrerbildung tätig sein zu können. In den folgenden Jahren malte Georgi viel und unternahm Reisen nach Sassnitz, Stettin und ins Böhmische Mittelgebirge.
1936 scheiterte eine Bewerbung um eine bessere Stelle im Schuldienst.
Im August 1938 absolvierte er eine Reserveübung zur Ausbildung als Artillerist in Frankenberg. Am 25. August 1939 wurde Georgi eingezogen und nahm erst am Überfall auf Polen teil, später dann am Frankreichfeldzug. Ab September 1940 war er wieder als Lehrer in Sebnitz tätig. Von 1941 bis 1945 baute Georgi in Bischofswerda eine Lehrerinnenbildungsanstalt mit auf. 1945 wurde er in den letzten Kriegswochen zum Dienst im Volkssturm herangezogen. Ab 1945, nach der Entlassung aus dem Schuldienst, arbeitete Georgi als freischaffender Maler und Grafiker. 1947 bis 1949 wurde Georgi in die Jury des von der Stadt Zwickau gestifteten Max-Pechstein-Preises gerufen. In den fünfziger, sechziger und siebziger Jahren erreichte Georgi den Höhepunkt seines illustratorischen Schaffens.
Von 1948 bis 1963 hielt er an der Volkshochschule in Sebnitz Vorträge über Kunstgeschichte und Literatur. 1952 wurde Georgi Mitglied im Verband Bildender Künstler der DDR. Ab 1955 bis 1960 unternahm er lange Reisen in die Bundesrepublik, unter anderem an die Mosel, nach Duisburg und München. 1961 starb seine Frau Elfriede. Durch den Mauerbau konnte Georgi bis zu seinem Rentenalter 1966 nicht mehr in die Bundesrepublik reisen und musste sogar auf Ausstellungen mit seinen Bildern verzichten. Im Rentenalter reiste Georgi viel und brachte von seinen Reisen viele Gemälde, Skizzen und Aquarelle mit. Auch weilte er oft bei seinen drei Söhnen, die das Elternhaus längst verlassen hatten. Georgi malte u. a. in der Sächsischen Schweiz, in der Böhmischen Schweiz, auf Rügen und im Dresdner Land. Regelmäßig besuchte er außerdem Gottfried Unterdörfer in Uhyst (Spree). Er malte bevorzugt Landschaften und Personen im Alltag, aber auch Stillleben und religiöse Bilder.
Unter "Johannes Georgi" schrieb er für den Band 3 "Im Süden der Barbarine" der Reihe "Werte der Deutschen Heimat" im Jahr 1960 den bemerkenswerten Beitrag "Die Sächsische Schweiz in der bildenden Kunst". Darin prägte er u. a. den Begriff von der "Malerstraße auf dem rechten Elbufer". (Heute bekannt als "Malerweg")
1987 und 1988 unternahm er seine letzten großen Reisen nach Bad Vilbel. Seit 1988 verschlechterte sich sein Gesundheitszustand, die Hand wurde immer unsicherer, und im Sommer 1989 malte er seine letzten Bilder.
Arbeiten Georgis befinden sich u. a. in der Kinder- und Jugendbuchabteilung der Staatsbibliothek zu Berlin.
In Sebnitz wurde ein Weg nach Georgi benannt.

## Werke (Auswahl)

### Weitere Tafelbilder
- Alter Arbeiter (Öl, 90 × 80 cm; 1958/1959 auf der Vierten Deutsche Kunstausstellung)[2]
- Jahrmarkt in Sebnitz (Öl, 60 × 75 cm; 1958/1959 auf der Vierten Deutsche Kunstausstellung)[3]

### Buchillustrationen
- Peter Rosegger: Als ich noch jung war. Union-Verlag, Berlin, 1959
- Stefan Zweig: Schatten und Licht. Geschichten aus einem geteilten Lande. List-Verlag, Leipzig, 1960
- E.T.A. Hoffmann: Dresdner Erzählungen. Union-Verlag, Berlin, 1961
- Erik Neutsch: Bitterfelder Geschichten. Mitteldeutscher Verlag, Halle, 1961
- Wilhelm Raabe: Ausgewählte Erzählungen. Union Verlag, Berlin, 1961
- Ivan Sergejewitsch Turgenjew: Faust. Union-Verlag, Berlin, 1966
- Marie von Ebner-Eschenbach: Fräulein Susannes Weihnachtsabend und andere Erzählungen. Union-Verlag, Berlin, 1967

## Ausstellungen (unvollständig)

### Einzelausstellungen
- 1948: Halle, Galerie Hennig (Ölbilder, Aquarelle, Zeichnungen)[4]
- 1958: Dresden, Salon Heinrich Kühl (Grafik, Ölgemälde)
- 1956: Freiberg, Stadt- und Bergbaumuseum (Ölbilder, Aquarelle, Zeichnungen, Radierungen, Illustrationen des Jahres 1955)
- 1972: Dresden, Kunstausstellung Kühl (Illustrationen und Gemälde; mit Eberhard Busch)
- 1976: Sebnitz, Goethe-Oberschule (Gemälde, Aquarelle, Grafik)
- 1981: Sebnitz (Gemälde, Aquarelle, Illustrationen)
- postum 2009: Dresden, Palais Großer Garten, und Pirna, Landschloss Pirna-Zuschendorf („Wie ich zur Kunst kam; Aufzeichnung des Künstlers“)

### Ausstellungsbeteiligungen
- 1949, 1953 und 1958/1959: Dresden, Deutsche Kunstausstellung
- 1979: Berlin, Ausstellungszentrum am Fernsehturm („Die Buchillustrationen in der DDR. 1949 – 1979“)